# Chris Crawford (basket-ball, 1992)
Pour les articles homonymes, voir Chris Crawford (homonymie) et Crawford.
Chris Crawford, né le 30 septembre 1992 à Memphis au Tennessee, est un joueur américain de basket-ball. Il évolue au poste d'arrière et de Meneur.

## Carrière
Non drafté en 2014, Crawford participe au NBA Summer League 2014 avec les Rockets de Houston. Le 12 septembre 2014, il signe avec les Cavaliers de Cleveland mais il est libéré le 19 octobre. Le 2 novembre 2014, il signe au Charge de Canton en D-League pour participer à leur camp d'entraînement avec l'espoir de rester dans leur équipe.
Le 28 juillet 2015, Crawford signe en France au Rouen Métropole Basket en Pro A.
En janvier 2020, il rejoint l'Union sportive monastirienne et quitte l’équipe en mars 2020 en raison de la Covid 19.
Le 29 août 2020, il signe avec le Club africain, il quitte le Club africain le 17 mars 2021 après une demi-saison.
Durant le mercato hivernal il rejoint Ezzahra Sports le 18 mars 2021, il a joué douze match au championnat pour l'équipe.
En mai 2021, il rejoint l'Union sportive monastirienne pour le six matchs de la Ligue africaine.
Le 23 décembre 2021, il signe avec l'Étoile sportive de Radès pour le reste de la saison.
Le 17 mai, il signe avec le club syrienne d'Al Wahda Damas (en).
En juin 2023, il rejoint le Beirut Sports Club pour la Super Ligue d'Asie de West.

## Clubs
- 2014-2015 : Charge de Canton (États-Unis)
- 2015-2016 : Rouen Métropole Basket (France)
- 2016 : Charge de Canton (États-Unis)
- 2016 : Wolves de l'Iowa (États-Unis)
- [2016-2017 : Caballeros de Culiacán (Mexique)
- 2017 : Louaize Club (Liban)
- 2017-2018 : Hoops Club (Liban)
- 2018-2019 : Beirut Sports Club (Liban)
- 2019-2020 :  Homenetmen Beyrouth (Liban)
- 2020 (2 mois) : Union sportive monastirienne (Tunisie)
- 2020-2021 (6 mois) : Club africain (Tunisie)
- 2021 : (2 mois) Ezzahra Sports (Tunisie)
- 2021 : (1 mois) Union sportive monastirienne[4] (Tunisie)
- 2021 : Al-Gharafa SC (en) (Qatar)
- 2021-2022 : (4 mois) Étoile sportive de Radès (Tunisie)
- 2022 : Seydou Legacy Athlétique Club[5] (Guinée)
- 2022 : Al Wahda Damas (en)[6] (Syrie)
- 2022 : Patriots Basketball Club (Rwanda)
- 2022 : Al Shorta (Iraq)
- 2023 : Association sportive des Douanes (Dakar) (Sénégal)
- 2023 : Beirut Sports Club (Liban)
- 2023 : Association sportive de Salé (Maroc)
- 2023 : Al-Ahli Benghazi (Libye)
- 2023-2024 : Ittihad Alexandrie (Égypte)
- depuis 2024 : Union sportive monastirienne (Tunisie)

## Palmarès

### Clubs
- Champion de Tunisie : 2024
- Médaille d'argent à la Ligue africaine 2021 ( Rwanda)
- Médaille d'argent à la Ligue africaine 2023 (Rwanda)
- Médaille d'argent à la coupe arabe des clubs champions 2023 ( Qatar)

### Distinctions personnelles
- Nommé pour le deuxième meilleure équipe de la Ligue africaine 2021[7]
- Nommé dans le cinq majeur de la Ligue africaine 2023[8] et 2024
- Meilleur passeur de la Ligue africaine 2024 avec 9 passes décisives en moyenne par match.

## Statistiques

### Universitaires
Les statistiques en matchs universitaires de Chris Crawford sont les suivantes :
| Année     | Équipe  | Matches | Titul. | Min./m. | %tir | %3pts | %l-f | rbds/m. | pass/m. | int/m. | ctr/m. | pts/m. |
| --------- | ------- | ------- | ------ | ------- | ---- | ----- | ---- | ------- | ------- | ------ | ------ | ------ |
| 2010-2011 | Memphis | 35      | 20     | 26,3    | 33,2 | 29,9  | 74,2 | 3,06    | 3,34    | 1,57   | 0,43   | 6,66   |
| 2011-2012 | Memphis | .35     | 24     | 28,5    | 42,9 | 39,2  | 77,5 | 3,14    | 3,83    | 1,83   | 0,77   | 9,09   |
| 2012-2013 | Memphis | 36      | 10     | 27,2    | 42,6 | 39,9  | 79,3 | 3,83    | 3,19    | 1,50   | 0,36   | 10,42  |
| 2013-2014 | Memphis | 34      | 31     | 29,8    | 36,7 | 37,3  | 65,6 | 3,97    | 2,97    | 1,50   | 0,29   | 8,74   |
| Total     | Total   | 140     | 85     | 27,9    | 39,1 | 36,7  | 75,3 | 3,50    | 3,34    | 1,60   | 0,46   | 8,74   |

### Professionnels
| Année     | Équipe                 | Matches | Titul. | Min./m. | %tir | %3pts | %l-f | rbds/m. | pass/m. | int/m. | ctr/m. | pts/m. |
| --------- | ---------------------- | ------- | ------ | ------- | ---- | ----- | ---- | ------- | ------- | ------ | ------ | ------ |
| 2014-2015 | Charge de Canton       | 49      | 16     | 27,0    | 38,1 | 32,6  | 72,2 | 3,88    | 3,39    | 0,98   | 0,14   | 8,90   |
| 2015      | Rouen Métropole Basket | 14      | 8      | 20,7    | 35,0 | 32,8  | 66,7 | 2,14    | 1,85    | 0,57   | 0,07   | 5,50   |